# Kinderdijk-elshouti malomrendszer
A Kinderdijk-elshouti malomrendszer Hollandia egyik világörökségi helyszíne.
A hollandok vízkezelési technológiáját kiemelkedően demonstrálják azok a szélmalmok, amelyek Kinderdijk és Elshout falvak térségében állnak. A hidraulikus berendezések építése, amelyeket a terület csatornázása, a mezőgazdaság és a települések érdekében hoztak létre, a középkorban kezdődött és a mai napig megszakítás nélkül folytatódik. A helyszín bemutatja mindazokat a jellegzetességeket, amelyek ezzel a technológiával kapcsolatba hozhatóak – gátakat, víztározókat, szivattyúállomásokat, adminisztrációs épületeket és a gyönyörű állapotban megőrzött szélmalmok sorát. Kinderdijk-Elshout malomhálózata kiemelkedő jelentőségű mesterséges táj, amelyen a közel egy évezrede a hidraulikus technológia fejlesztésével és alkalmazásával folyó területvédelem ékes bizonyítéka az emberi találékonyságnak és állhatatosságnak. A 19 hatalmas malomból álló, az 1740-es évek környékén épült malomrendszer ma Hollandia legnagyobb ilyen jellegű épületegyüttese.
A malomrendszer kicsinyített mását a Hága Scheveningen városrészében található Madurodam makettparkban is megépítették.